# نازک الملائکه
نازک صادق الملائکه مشهور به نازک الملائکه (زاده ۲۳ اوت ۱۹۲۳ / محرم ۱۳۴۲ در بغداد – درگذشته در قاهره ۲۰ ژوئن ۲۰۰۷) شاعر عراقی است. معمولاً وی را در کنار بدر شاکر السیاب و عبدالوهاب البیاتی یکی از بنیانگذاران شعر نو عربی می‌دانند. برخی شعر مشهور وی «کولیرا» (وبا) را نخستین شعر آزاد در ادبیات عربی می‌دانند. اگر چه وی خود بعدها در یکی از کتاب‌های خویش این مسئله را رد کرده‌است. (در این مورد ن. ک جلوتر بخش آثار نازک الملائکه - کتاب قضایا الشعر المعاصر) معمولاً نازک الملائکه را در ایران از لحاظ ابداع شعر نو در برابر افرادی همچون نیما یوشیج و از لحاظ مضامین و احساسات شاعرانه در برابر فروغ فرخزاد می‌دانند.

## زندگی‌نامه

### سالهای آغازین زندگی

نازک الملائکه

نازک الملائکه در خانواده‌ای شیعه مذهب و اهل فرهنگ و شعر متولد شد. محل زادن وی محله عاقولیه شهر بغداد بود. پدرش صادق و مادرش سلمی و همچنین دو دائی‌اش جمال و عبدالصاحب شاعر بودند. گفته می‌شود که نام «نازک» را پدربزرگ وی به علت علاقه‌اش به نازک عباد شخصیت زن انقلابی سوری برگزید. «ملائکه» لقبی است که همسایه‌های این خانواده به علت آرامش و سکون موجود در آن، به آن‌ها داده بودند. این لقب بعداً فراگیر گشت و با نام نازک، باقی ماند.

### ترک عراق
نازک الملائکه در سال ۱۹۷۰ پس از به قدرت رسیدن حزب بعث، عراق را با شوهر خود عبدالهادی محبوبه ترک کرد و به کویت رفت. وی تا سال ۱۹۹۰ که صدام به کویت حمله نمود، در این کشور ساکن بود. پس از این سال، وی با خانواده خویش راهی قاهره گردید و تا پایان عمر نیز در آنجا ماند.

### درگذشت
نازک الملائکه از سال ۱۹۹۰ پس از حمله صدام در مصر، قاهره زندگی می‌کرد. وی در سال ۲۰۰۷ در سن ۸۵ سالگی پس از یک دوره ابتلا به بیماری‌های مختلف از جمله پارکینسون، در قاهره درگذشت و همان‌جا نیز به خاک سپرده شد.

## شعر کولیرا (وبا)
نازک الملائکه این شعر را در سال ۱۹۴۷ در هنگامی که در قاهره بیماری وبا بسیار گسترش پیدا کرده و افراد زیادی قربانی گرفته بود، سرود. وی در این شعر که به گفته خویش در زمان کوتاهی، شاید به اندازه یک ساعت آن را سروده، اندوه عمیق خویش را از این ماجرا به تصویر کشیده‌است. این شعر بسیار تلخ و دارای مضمونی تاریک و سرد می‌باشد. شعر با عبارت «سکن اللیل | أصغِ إلی وَقْع صَدَی الأنَّا» (ترجمه: شب آرام گشت | گوش به ضرب‌آهنگ صدای ناله‌ها سپار) آغاز می‌شود.
شعر کولیرا در تاریخ ۱ دسامبر ۱۹۴۷ در مجله العروبة چاپ بیروت منتشر شد. پس از چاپ این شعر، مجادله‌های زیادی بین طرفداران شعر سنتی و کسانی صورت گرفت که به سرودن شعر آزاد و نو عربی دعوت می‌کردند.

## آثار نازک الملائکه
- دیوان «عاشقه اللیل» (۱۹۴۷): این دیوان نخستین مجموعه اشعار چاپ شده نازک الملائکه می‌باشد.
- دیوان «شظایا و رماد» (۱۹۴۹)
- دیوان «قرار الموجه» (۱۹۵۶)
- کتاب «قضایا الشعر المعاصر» (۱۹۶۲): این کتاب در موضوع نقد ادبی نگاشته شده‌است و نازک الملائکه در آن از شعر نو عربی دفاع کرده و شعر نو سرودن شعر عربی را به عنوان یک روش خارجی و بیرونی نمی‌داند. بلکه در پندار وی، این روش سرودن شعر عربی، تلاشی از درون برای پیشرفت شعر عربی است که تغییرات تاریخی و مسائل دوران جدید، اقتضا می‌کند. در چاپ‌های نخستین این کتاب، نازک الملائکه ادعا می‌نمود که وی نخستین شاعر شعر جدید عربی است ولی از چاپ  پنجم به بعد از این نظر بازگشت و عراق را نخستین محل سرودن شعر آزاد عربی دانست. وی همچنین در این چاپ از این کتاب بیان داشت که شعر کولیرا (وبا) نخستین شعر آزاد عربی نیست بلکه سابقه آن به سال ۱۹۳۲ بازمی‌گردد.
- دیوان «شجرة القمر» (۱۹۶۵)
- کتاب «التجزیئیه فی المجتمع العربی» (۱۹۷۴): با موضوع مطالعه جامعه شناختی جوامع عربی
- دیوان «مأساة الحیاة و أغنیة للإنسان» (۱۹۷۷)
- دیوان «للصلاة و الثورة یغیر ألوانه البحر» (۱۹۷۸)
- کتاب «سیکولوجیة الشعر» (۱۹۷۹) با موضوع نقد ادبی
- مجموعه داستان «شمس آلتی وراء القِمّة» (۱۹۹۷)
- کتاب «الصومعة و الشرفة الحمراء» با موضوع نقد ادبی، تاریخ نامشخص